# Райони Туреччини

Іли Туреччини

Туреччина складається із 81 ілу (провінції), які діляться на 957 районів (тур. ilçe,ілче).
У часи Османської імперії і в перші роки Турецької республіки відповідна адміністративна одиниця називалася каза. До складу району може входити як урбанізована територія, так і сільська місцевість. 
Один з районів ілу є «центральним районом» (тур. merkez ilçe, Меркез ілче), зазвичай, він має ту ж назву, що й іл (але є і виняток  — наприклад, адміністративний центр ілу Хатай знаходиться в Антак'ї). Главою центрального району є призначуваний віце-губернатор, інші райони очолюються каймаками. 
Кожний район (включаючи центральний) є одиницею адміністративного поділу ілу. Район управляється з районного центру (тур. ilçe merkezi, ілче меркез), де розташована резиденція відповідного призначуваного каймакама, відповідального перед валі (губернатором) ілу. У центральному районі каймакам відсутній, оскільки цей район управляється віце-губернатором. 
У кожному районному центрі є муніципалітет (тур. belediye,беледіє), очолюваний обраним мером, який управляє певним муніципальним районом (зазвичай збігається з урбанізованою зоною (тур. belde,белде) ). У великій кількості поселень, які не є районними центрами, також є муніципалітети; такі поселення також називаються белде. У таких белде є мер (відповідає за відповідний муніципальний район), але відсутній каймакам; вони адміністративно підпорядковуються райцентру того району, в межах якого знаходяться. 
Нижньою одиницею адміністративного поділу району є село, на чолі якої — обраний сільський староста (тур. köy muhtarı  кьой мухтари), що відповідає за певні адміністративні питання (реєстрація жителів, тощо.). Населені пункти міського типу поділяються на квартали (тур. mahalle,махалле), тут аналогічна посада називається «староста кварталу» (тур. mahalle muhtarı,махалле мухтари). 
Буває, що белде стає крупніше того районного центру, якому він підпорядкований; буває, що районний центр стає крупніше того центрального району, якому він підпорядковується. Нарешті, у великих агломераціях (типу Стамбулу або Ізміру) вводиться додатковий рівень адміністративного розподілу — обирається глава, якому підпорядковуються інші мери і муніципалітети. 

## Райони Егейського регіону
Шаблон:Афьонкарахісар
Шаблон:Айдин
Шаблон:Денізлі
Шаблон:Ізмір
Шаблон:Кютах'я
Шаблон:Маніса
Шаблон:Мугла
Шаблон:Ушак

## Райони Чорноморського регіону
Шаблон:Амасья
Шаблон:Артвін
Шаблон:Байбурт
Шаблон:Бартин
Шаблон:Болу
Шаблон:Чорум
Шаблон:Дюздже
Шаблон:Гіресун
Шаблон:Гюмюшхане
Шаблон:Карабюк
Шаблон:Кастамону
Шаблон:Орду
Шаблон:Різе
Шаблон:Самсун
Шаблон:Синоп

Шаблон:Трабзон
Шаблон:Зонгулдак

## Райони регіону Центральна Анатолія
Шаблон:Аксарай
Шаблон:Анкара
Шаблон:Чанкири
Шаблон:Ескішехір
Шаблон:Караман
Шаблон:Кайсері
Шаблон:Кириккалє
Шаблон:Киршехір
Шаблон:Конья
Шаблон:Невшехір
Шаблон:Ніде
Шаблон:Сівас
Шаблон:Йозгат

## Райони регіону Східна Анатолія
Шаблон:Агри
Шаблон:Ардахан
Шаблон:Бінгель

Шаблон:Елязиг
Шаблон:Ерзінджан
Шаблон:Ерзурум
Шаблон:Хаккярі
Шаблон:Игдир

Шаблон:Малатья
Шаблон:Муш
Шаблон:Тунджелі
Шаблон:Ван

## Райони Мармуровоморського регіону
Шаблон:Баликесір
Шаблон:Бурса
Шаблон:Стамбул
Шаблон:Коджаелі
Шаблон:Киркларелі
Шаблон:Сакарья
Шаблон:Текірдаг
Шаблон:Чанаккале
Шаблон:Едірне
Шаблон:Ялова

## Райони Середземноморського регіону
Шаблон:Адана
Шаблон:Анталья
Шаблон:Бурдур
Шаблон:Хатай
Шаблон:Испарта
Шаблон:Кахраманмараш
Шаблон:Мерсин
Шаблон:Османие

## Райони регіону Південно-Східна Анатолія
Шаблон:Адияман
Шаблон:Батман
Шаблон:Газіантеп
Шаблон:Діярбакир
Шаблон:Кіліс
Шаблон:Мардін
Шаблон:Шанлиурфа
Шаблон:Сіїрт
Шаблон:Ширнак